# Associazione Calcio Trento 1975-1976
Questa voce raccoglie le informazioni riguardanti l'Associazione Calcio Trento nelle competizioni ufficiali della stagione 1975-1976.

## Rosa
| N. |                   | Ruolo | Calciatore            |
| -- | ----------------- | ----- | --------------------- |
|    | Italia (bandiera) | C     | Gino Andreatta        |
|    | Italia (bandiera) | C     | Tullio Andreatta      |
|    | Italia (bandiera) | D     | Claudio Beltrame      |
|    | Italia (bandiera) | A     | Lucio Bertogna        |
|    | Italia (bandiera) | P     | Giorgio Caliari       |
|    | Italia (bandiera) | C     | Gianfranco Campagnari |
|    | Italia (bandiera) | C     | Renato Damonti        |
|    | Italia (bandiera) | A     | Vincenzo Di Giovanni  |
|    | Italia (bandiera) | C     | Aurelio Filippi       |
|    | Italia (bandiera) | D     | Sergio Gava           |
|    | Italia (bandiera) | D     | Virginio Jesse        |

| N. |                   | Ruolo | Calciatore         |
| -- | ----------------- | ----- | ------------------ |
|    | Italia (bandiera) | A     | Lavio Iori         |
|    | Italia (bandiera) | A     | Roberto Manitto    |
|    | Italia (bandiera) | D     | Gianfranco Marchi  |
|    | Italia (bandiera) | D     | William Nicoloso   |
|    | Italia (bandiera) | A     | Fabrizio Prati     |
|    | Italia (bandiera) | D     | Graziano Scremin   |
|    | Italia (bandiera) | C     | Giovanni Sgarbossa |
|    | Italia (bandiera) | P     | Walter Soncina     |
|    | Italia (bandiera) | A     | Giorgio Telch      |
|    | Italia (bandiera) | D     | Oskar Vollger      |